# Hendrik van Riessen
Hendrik van Riessen (Bloemendaal, 17 augustus 1911 - Aerdenhout, 28 februari 2000) was een Nederlandse filosoof en hoogleraar. Hij studeerde elektotechniek aan de Technische Hogeschool van Delft. Na de oorlog promoveerde hij in 1949 met zijn proefschrift Filosofie en Techniek. In 1951 werd hij bijzonder hoogleraar aan de Technische Hogeschool van Delft en in 1961 ook aan de Technische Hogeschool in Eindhoven. In 1964 werd hij hoogleraar in de systematische wijsbegeerte en cultuurfilosofie aan de Vrije Universiteit Amsterdam. Verder was Van Riessen ook politiek actief, eerst in de Anti-Revolutionaire Partij en later in de Reformatorische Politieke Federatie.

## Trivia
Renée van Riessen is een nicht van Hendrik van Riessen en is eveneens filosoof.